# Сітько Пантелеймон Онопрійович
Панько Онуфрійович Сітько (*27 червня 1906, с. Ксаверівка, Київщина — †25 вересня 1985, Київ) — український генетик і зоолог.

## Життєпис
Народився у селі Ксаверівка Київської області. З дитинства мав великий потяг до знань, і батьки надали йому можливість навчатися. Як найкращий випускник школи, вступив до білоцерківського сільськогосподарського технікуму, а після його закінчення, упродовж 1925—1929 років, навчався на кафедрі зоології хребетних біологічного факультету Київського університету (тоді «Інститут Народної Освіти»). Там його помітив академік Іван Шмальгаузен і залучив до наукової роботи, а саме - до вивчення впливу екстремальних температур на мутабільність дрозофіли.
У 1929 році вступив до аспірантури у відділ зоології ВУАН, згодом Інститут зоології АН УРСР. 
У 1932 році захистив кандидатську дисертацію на тему «Залежність мутабільності від генотипу». 
У 1934 році в Інституті зоології було створено відділ генетики, який очолив А. І. Агол, завідувачем лабораторії у межах цього відділу було призначено П. О. Сітько.  Відділ володів непоганим устаткуванням для проведення  експериментів, зокрема там знаходилася  рентгенівська установка. Ситько за її допомогою виконав  серію дослідів  з опромінення і отримання мутацій  у дрозофіли. За результатами роботи було  опубліковано ряд робіт, в яких було показано залежність мутабільності від природи геному, а також виявлена варіабельність мутабільності  в лініях, одержаних  з однієї  й  тієї ж популяції дрозофіли.
У 1939 році у відділі генетики  (зав. доцент С.М.Гершензон) М.Д.Тарнавський і  С.М.Гершензон вІдкрили  мутагенну дію  ДНК (за тодішньою термінологією  тимонуклеїнової кислоти) на дрозофілу. Це було видатне відкриття, і на подальшу розробку  цього явища  було  залучено і П.О. Ситька та інших науковців відділу.
Будучи вже всесвітньо відомим вченим, пішов добровольцем на фронт під час Німецько-радянської війни.
У 1948 році результати багаторічної праці П. О. Ситька лягли в основу монографії «Проблеми еволюції мутабільності». Монографія презентувалася до захисту, як докторська дисертація в царині генетики, проте після серпневої сесії ВАСГНІЛ, на котрій було засуджено генетику, як псевдонауку, це зробити не вдалося. Професора С. Гершензона було відсторонено від виконання обов'язків заввідділу Інституту зоології.
Після розгрому генетики П. О. Сітько став займатися звичайною «мічурінською» селекцією, а саме — селекцією китайського дубового шовкопряда, а згодом — і тутового шовкопряда. Провівши титанічну роботу, вчений вивів дві нові високопродуктивні породи шовкопрядів та запропонував новітній метод «синтетичної селекції», який дає стійку форму гібридів, котра не деградує при подальшому розмноженні. Результати роботи лягли в основу монографії «Принципи та методи селекції та племінної справи у шовківництві», котра була захищена у 1960 році як докторська дисертація.
Також, внаслідок цих робіт П.О.Сітько відкрив нові механізми гетерозису.
Помер П. О. Сітько на робочому місці від інфаркту міокарди  25 вересня 1985 року.

## Внесок у науку
Тісно співпрацював із відомим вченим-генетиком Миколою Тарнавським.
У своїх наукових працях П. Сітько підкреслював роль цитоплазми у реалізації механізму біохімічної спадковості. На його думку, у ланцюзі зворотного зв'язку вона є буфером, який відокремлює генно-хромосомну структуру ядра від зовнішнього середовища: з цитоплазми в ядро, крім живлення, надходять лише сигнали-індуктори, що запускають механізми реплікації, транскрипції і трансляції тільки певних генів, що забезпечують виниклу потребу організму у конкретних типах клітин і білках. Усі типи РНК (і, т, р), виконавши у цитоплазмі свою функцію по збірці на рибосомах певних білків або білкових сполук, там же розчиняються і назад у ядро не потрапляють.
У роботах, присвячених гетерозису, П. Сітько вказував на те, що саме цитоплазма яйцеклітини створює асиметрію вкладу у потомство при статевому механізмі розмноження, бо ядро зиготи формується як диплоїдна структура при рівноправному вкладі гаплоїдних наборів хромосом самця і самки, але цитоплазмою зиготи є цитоплазма яйцеклітини, бо сперматозоїд не має своєї цитоплазми.
Також П. Сітько, закладаючи теоретичне підґрунтя телегонії, вважав, що сперматозоїди, котрі не запліднили яйцеклітину, тобто не потрапили в її ядро, розчиняються у цитоплазмі, і їхні фрагменти у подальшому можуть впливати на формування індукторних сигналів, що ініціюють транскрипцію тих чи інших іРНК у геномі зиготи, що утворилася від запліднення яйцеклітини сперматозоїдом іншого самця. Недарма, очевидно, дбаючи про спадкову «чистоту крові», аристократи інтуїтивно прагнули брати в дружини незайманих дівчат. Природно, що поява феномів з рисами, яких, здавалося б, немає у батьків (наприклад, інший колір шкіри), можлива лише у ситуації, коли в диплоїдному геномі зиготи є широкий вибір генів, що беруть участь у формуванні конкретної ознаки. Ці ознаки у спадок не передаються.
У запропонованій П. Сітьком «кібернетичній» моделі ланцюга зворотного зв'язку реалізації спадкової інформації: геном — цитоплазма — зовнішнє середовище, — по суті, вся увага приділена першим двом ланкам і майже нічого не сказано про «зовнішнє середовище», крім того, що воно формує сигнали про потреби організму для його існування та функціонування.
П.Сітько брав активну участь у роботі Українського товариства генетиків  та селекціонерів  ім. М.І.Вавилова.
Читав лекції та викладав спецкурси з генетики студентам факультету біології Київського університету.
Наукові уявлення Пантелеймона Сітька розвинув його син — відомий київський фізик Сергій Сітько.

## Наукові публікації
- Гершензон С.М., Зильберман Р.А., Левочкина О.Л., Пашковский А.М., Ситько П.О., Тарнавский Н.Д. Вызывание мутаций у Drosophila дихлорэтилсульфидом // Доклады АН СССР. – 1947. – Том 58, № 7
- Гершензон С.М., Зильберман Р.А., Левочкина О.Л., Ситько П.О., Тарнавский Н.Д. Вызывание мутаций у Drosophila тимонуклеиновой кислотой // Журнал общей биологии. – 1948. – Т. 9, № 2. – С. 69-88.